# Castell de Vordingborg
El Castell de Vordingborg (en danès: Vordingborg Slotsruin) consisteix en una sèrie de ruïnes que es troben a la ciutat de Vordingborg, Dinamarca i són l'atracció més famosa de la ciutat.
El castell va ser construït l'any 1175 pel rei Valdemar I com a castell defensiu i com una base des de la qual llançar atacs contra la costa alemanya. El seu mig germà va construir un altre castell en un lloc remot, que ara és Copenhaguen.
Avui el Castell Vordingborg és una ruïna, encara que algunes parts de les parets de l'anell del segle XIV es mantenen. L'única part totalment conservada del castell, la torre de 26 metres d'altura (Gåsetårnet), és el símbol de la ciutat.
L'any 2004, el Banc Nacional de Dinamarca va treure una moneda commemorativa de 20 corones daneses (DKK) amb la imatge de la torre.